# Gioconda (singolo)
Gioconda è un singolo del gruppo musicale rock italiano Litfiba, pubblicato nel 1991 come terzo estratto dall'album El Diablo.

## Il brano
È probabilmente la canzone più "dura" dell'album El diablo. Presenta un testo di protesta, il "bersaglio" è il matrimonio, sacramento a cui Pelù si dichiara contrario. Nella prima strofa della canzone il matrimonio viene definito una "farsa" e viene identificato nel ritornello come un qualcosa che rende prigionieri per sempre. 

La frase «E spunta il prete col dito in cielo che mi vaneggia della fedeltà» viene spesso "rinforzata" durante i concerti, diventando «E spunta il prete col dito in culo che mi vaneggia della fedeltà».

## Videoclip
Diretto da Gianluca Di Re e girato in una chiesa sconsacrata sita nell'alta Brianza lecchese, rappresenta un matrimonio che vede protagonista il cantante Piero Pelù. Altri quattro membri del gruppo (Renzulli, Aiazzi, Terzani, Poggipollini) compaiono come chierichetti (citazione della copertina di Duchess dei The Stranglers), ed eseguono il coro della canzone. 
Durante la cerimonia alcuni degli invitati si comportano in modo strano, recitando alcuni versi della canzone, mentre Pelù viene "trascinato" fuori dalla chiesa; alla fine anche la sposa decide di uscire e di scappare in macchina col mancato marito, segno evidente che i due hanno preferito rifiutare l’istituzione del matrimonio per rifarsi a un concetto di amore più libero. Infatti, in alcune sequenze del video compare Pelù mentre canta rinchiuso all'interno di uno scantinato, a rappresentare il vero stato d'animo dello sposo. 
Il video è stato incluso nel 1992 nella raccolta Sogno ribelle.

## Tracce

### Lato A
- Gioconda - 5:07

### Lato B
- Il volo - 4:22

## Formazione
- Piero Pelù - voce
- Ghigo Renzulli - chitarre
- Roberto Terzani - basso
- Antonio Aiazzi - tastiere
- Daniele Trambusti - batteria
- Candelo Cabezas - percussioni

### Altri musicisti
- Federico Poggipollini - seconda chitarra nel finale di "Gioconda"